# サッカーの審判補助システム
- ビデオ判定 > サッカーの審判補助システム

「サッカーの審判補助システム（サッカーのしんぱんほじょシステム）」は一般的な名称や正式な名称としての内容が定められている訳では無く、定義されていない用語であるが、この項ではサッカーにおいて審判の補助をするためのテクノロジーとして導入されているビデオ・アシスタント・レフェリー（VAR）制度や、ゴール・ライン・テクノロジー（GLT）等を扱う。

## 概要
現在ルール導入されているのは
- ホークアイなどを用いた機械判定であるゴール・ライン・テクノロジー（GLT）
- ビデオ判定のためのビデオ・アシスタント・レフェリー（VAR）

が存在する。また、VARを補助するためのテクノロジーとして、VR技術を用いて映像にオフサイドラインを表示し、数cm単位でオフサイドかどうかを判定するヴァーチャル・オフサイドライン・テクノロジーも使用されている。
VARやカメラ式GLTは撮影・録画された映像を活用して、ゴールやファウルなどの判定を補助するシステムである。追加審判制度と同様に競技規則の追加部分という扱いであり、使用するかどうかは各コンペティションの主催者の判断に任される。

### GLTやVAR制度導入までの経緯
判定のトラブルが発生するたびに、ビデオ判定及び機械判定導入を訴える声が上がったが、国際サッカー連盟（FIFA）及び国際サッカー評議会（IFAB）は「サッカーの判定は人間がするもの」、「試合の流れを妨げる」などの理由で、ビデオ判定及び機械判定導入に長らく反対していた。フランスが国内リーグに独自に導入しようとした際にも、FIFAの反対によって中止された。2008年にFIFAの事務総長 ジェローム・バルクは「テクノロジーを試合に持ち込むべきではないというのがIFABの大部分の明確な意見」と認めていた。
ビデオ技術の発展と誤審との間の問題は、TV社会に伴い早くから取り沙汰されている。IFABは1970年の年次総会で「主審の判定に敵対的な影響をもたらす、あるいはもたらし得るスロー再生について、TV局側の自粛を要求する」声明を出している。
サッカーでは審判の死角でのアンフェアなプレーやラフプレーが横行してきたこともあり、審判の死角などで裁定できなかったラフプレーなどの悪質な行為に対しては試合後に数試合の出場停止や罰金といった処分を科すことが多くなっていた。近年では放送用カメラの性能と台数が改善され、フィールド全体を細かく監視できる状況になっており、ドイツで開催された2006 FIFAワールドカップ決勝でのジネディーヌ・ジダンの頭突き事件や2010年南アフリカW杯決勝トーナメント1回戦、ドイツ対イングランド戦での同点ゴールを見逃した誤審に象徴される様に、審判が判定するより早くあるいは明瞭に観客や視聴者が把握してしまう事態がより顕在化していた。

## ビデオ・アシスタント・レフェリー制度の歴史

### KNVBによる先駆けとIFABの許可 (2013～2016前半)
オランダ・サッカー協会(KNVB)は2013-2014シーズンから判定制度向上を目指してArbitrage 2.0の名称で審判6人制、ゴールラインテクノロジーをエールディヴィジとKNVB bekerに部分導入すると共に、世界に先駆けてビデオ判定システムを試験的に運用した(スタジアム外で、内部とは連絡を取らない形で審判が映像判定を行う仮想運用。後にオフライン・テストと名付けられた)。ビデオ審判(判定の最終決定権は主審にあり、ビデオ審判はあくまで助言をする立場なため、後にIFABによって"ビデオ・アシスタント・レフェリー"の呼称が用いられた)は試合中常に最低6つのカメラ映像を映すモニターの前で映像チェックを行い、「判定について平均11秒でほとんどのケースで試合の流れを妨げることも試合の流れに遅れることも無く主審に助言ができる」とのデータと共にFIFAとIFABに導入を提案した。IFABは調査段階として実際の議論を先送りにしていたが、2016年1月7日にIFABが翌シーズンからの公式戦でのテストを許可したことで、KNVBは2016-2017シーズンのKNVB beker約25試合でのビデオ・アシスタントが主審に助言するリアルテスト実行の意思を発表。3年以内の正式導入を目指し、2016年1月28日のエールディヴィジ フェイエノールト - sc ヘーレンフェーン戦ではVAR ピーター・フィンクが実際に専用車の中でオフラインでのビデオ判定を行う様子を1試合を通してYouTubeで生配信を行った。他のスポーツで見られるようなプレーを止めてのビデオ判定ではなく、チャレンジ制度でもないため、KNVBのオペレーション・ディレクター ハイス・デ・ヨングはほとんど必要とされる機会の無いゴールラインテクノロジーの3分の1程度の費用しかからず、最低限のルール変更で導入できるビデオ・アシスタントを「フットボールの革命ではなく、進化」と語っている。
ドイツ・フットボール協会DFBもオランダのビデオ審判システムのパイロット版を2016-2017シーズンからやはり主審とチームに影響を与えない、オフラインでのテストを行うという意思を発表した。FIFAの新会長に就任したGianni Infantinoは2016年3月1日に「スムーズなプレー進行が保障されるならビデオ審判のような非常に有益なテクノロジ―は早急に開発を行うべきだと思う。明日と言わず今日にでもテストを始めなければいけない」とビデオ判定導入に前向きな態度を表明、これらの流れを受け、2016年3月5日のIFAB年次ミーティングにおいてビデオ・アシスタント導入へ最低2年間の試験期間を設け、「FIFAが各リーグ組織と情報を共有して導入テストと最終的なVARsシステムの作成を進める」ことが発表された。IFABがビデオの使用を認めたのはゴール(それに至るファールやオフサイド・ケースを含む)、PK、直接レッドカード、選手誤認の4つのケースのみ。ビデオ・アシスタントは主審の要求に応じて、または自主的に主審に対して助言を与えることができる。IFABが公表したVARsのプロトコルは大筋でオランダが作成したものをベースにしているが、主審が必要と判断した場合は自ら映像を確認する(OFR)という選択肢も加えられ、FIFAの審判委員会の責任者だったPierluigi Collinaは後に「最初のミーティングで、自分自身の背景から『解釈が要求される主観的な判定』はVARではなくピッチ上の審判によってされなければいけないと強調した。審判をピッチ外の誰かから操作されるだけの実行者にはしたくなかった」と後に経緯を振り返っている。この時点で既にVARsには13のフットボール協会が関心を示していると発表され、イングランド・フットボール協会FAもまずFA Cupでのテストを行う意向を示した。
2016年5月18日から20日にかけて、オランダのアムステルダムでIFABとFIFAの主催により関心を持つ各国協会が集まってのVARsについて第1回のワークショップが開催され(日本からもJリーグの藤村昇司特命担当部長が参加)、KNVBの数年間のテストで得られた知識を共有、今後2年間のテスト実施に向けて具体的な方法論が話し合われた（特にVARの訓練だけでなく、ピッチ上の審判とのコミュニケーションの重要性が確認されている）。2016年6月2日にIFABはビデオ・アシスタントの初テスト参加国にオーストラリア、ブラジル、ドイツ、オランダ、ポルトガル、アメリカ合衆国が選ばれたことを発表、6ヵ国全ての準備が整うと見込まれる2017年初めからのライブ・テスト実行に向け、オフライン・テストを進めることを許可した。さらにこの6ヵ国のライブ・テスト開始に先立ってIFABとFIFAが独自でいくつかの［［親善試合|エキシビション］］でオフラインまたはオンラインでのテストを行い、2017年に予定される6ヵ国へのライブ・テストの許可の前に、2016年12月に日本で行われるクラブ・ワールドカップを最終テストとすることが発表された。
初期オンラン・テスト参加国と対象組織
- オーストラリア： Hyundai A-League
- ブラジル： CBF傘下の各コンペティション
- ドイツ： ブンデスリーガ (DFBとDFLの共同プロジェクトとして実施)
- オランダ： KNVB傘下の各コンペティション
- ポルトガル: Liga NOS, Portuguese Cup, Super Cup
- アメリカ: Major League Soccer

### FIFAとKNVBによるオンライン・テストの開始 (2016後半)
2016年7月19日から21日にかけてアメリカ合衆国のNew Jerseyで第2回のワークショップが開催。20以上のリーグと協会が参加し、MLSとNew York Red Bullsの協力でユースチームの試合において初のオンラインでのライブテストが実施された。ピッチ上の審判、VARs、テクニカルスタッフが一体となってトレーニングを行う必要性も確認され、FIFAはテスト参加国ためにZurichの本部に訓練施設を設置することを決定した。KNVBは2016年7月26日のPSV - FC アイントホーフェンの練習試合で初のオンライン・テストを実施(主審によるオン・フィールド・レビューは想定されておらず、このテスト形式は後にIFABによってセミ・ライブ・テストと名付けられる)、エド・ヤンセンが主審、デニー・マッケリーがVARを担当した。FIFAが認めたテスト国 アメリカは公式戦ライブテストの事前準備として、2016年8月12日に独立リーグであるUnited Soccer League(USL)の試合New York Red Bulls II対Orlando CityでIFABと共に初めてのライブテスト。この試合ではVARとの音声のやり取りだけでなく、主審 Ismail Elfathが前後半に1回ずつ、映像での確認が必要と判断したシーンでゴール裏のレビュー・アシスタントの持つスクリーンで映像を確認するオン・フィールド・レビューでの判定も実施。その後もNew York Red Bulls IIのホームゲームでライブ・テストが繰り返された。
2016年9月1日のバリでのイタリア - フランスの練習試合において、FIFAとIFABと共に、VAR制度における先駆的役割を果たしてきたオランダのビョルン・カイペルスの審判団がトップレベルでは初のオンライン・テストを実施、VARsはデニー・マッケリーとポル・ファン・ブーケルが務めた。この試合ではFIFAがこの段階のテストに主審がピッチサイドで映像判定を行うオン・サイト・スクリーン・レビュー(後にオン・フィールド・レビューに改名)を使用しないと決めていたため、セミ・ライブ・テストと位置づけられた(以降も2016年に欧州で行われたオンライン・テストは全てセミ・ライブ・テスト)。テストは90分をとおして2回のシーンでVARsが10秒ほどで主審に助言を与え、選手たちも即座に判定を受け入れて問題なく成功した。現地で観戦していたInfantinoは「我々はカルチョ(フットボール)を愛しており、スポーツ面を壊すこと無く審判を助けることで我々の愛するカルチョを守らなければいけない」と改めて基本指針を示した上で、「我々は歴史の1ページを記した。ビデオ審判は試合の細かいエピソードを決めることは無いが、主審が重要な決定を下す助けになり得る」と評価した。主審を務めたカイペルスは試合後に「素晴らしい経験。選手たちはVARの判断を説明するとすぐ判定を受け入れてくれた。素晴らしい光景だった。適切な判定をすればより受け入れてもらえるということ」と感想を述べている。コーナーキックの際などの細かい押し合いでビデオ判定を求める行為が繰り返されるという疑念に対してFIFA審判委員会責任者 Massimo Busaccaは「VARsがペナルティーエリア内での細かいプッシング行為や、細かい反則のような『疑わしいシーン』についていちいち介入することは無い。あくまで試合中に2, 3回の頻度である『重要なシーンでの明確な誤審』を避けるのが目的」と説明した。
KNVBは2017年明けを待たずに当初の予定前倒しで公式戦でのオンライン・テスト実施が認められ、2016年9月21日のアヤックス - ヴィレムIIと翌22日のフェイエノールト - FC オスのKNVBベーカー2試合で世界初のトップレベルの公式戦でのセミ・ライブ・テストを実施。アヤックス - ヴィレムIIの60分にアヌアール・カーリのファールに対して主審 デニー・マッケリーがイエローカードを提示したが、VAR ポル・ファン・ブーケルとのやり取りをした数秒後にレッドカードに提示し直し、カーリはビデオ判定による公式戦最初の犠牲者になった。この判定による出場停止処分に対してに対してヴィレムIIは「主審はすでにイエローカードと判定を決定しており、選手やファンの抗議も無く、VARが助言できる『明確なケース』では無かった」とKNVBの規律委員会に抗議したが、マッケリーの「仮にVARが助言していなくても第4審判の助言で判定を変えることはあり得た。これはルールにあり、VARだけ特別ということはない」という主張が認められ、VARが『明確なケース』かを判断する権限は認められており、運用ルール上問題は無かったとしてヴィレムIIの抗議は却下され、ヴィレムIIはさらなる抗議を「クラブイメージにマイナス」と断念した。KNVBは10月のベーカー戦第2ラウンドでもFIFAの許可を受けてスパルタのホームゲームとフェイエノールトのホームゲームでセミ・ライブ・テストを実施。FIFAのChief Officer for Technical Developmentに就任したマルコ・ファン・バステンもVARバスに同席し、「このシステムの必要性は誰もが感じている。ロシアでのワールドカップで導入できれば大歓迎だが、手続き上まだ多くのステップがあり、現実的ではない」とコメントした。KNVBはファンの理解を得るため、フェイエノールト - エクセルシオール戦でVARを務めたデニー・マッケリーがTwitterで募集したVARについての質問に答える企画も行っている。
イタリア・サッカー協会は2017年のライブ・テスト国入りと2017-2018シーズンからのセリエBでのライブ・テスト実施を目標に、2016年10月2日から毎週日曜のセリエAの2, 3試合でオフライン・テストを開始した。
IFABは10月27日と28日にチューリヒで第3回のワークショップを開催。主な議論になったのは『VARの介入の公開』、『主審によるピッチ上でのレビュー(オン・フィールド・レビュー)』、そして、VARが主審の判定に介入できる条件として中立なほぼ全員が判定が間違っていると同意する状況と定義された。またFIFAのフットボール・テクノロジー・イノベーションの責任者 Johannes Holzmüllerも参加し、テクノロジーの具体的なセットアップについての議論や、最善のカメラの設置位置なども話し合わ、モニタリングとピッチ上の主審とのコミュニケーションを同時に行うVARを助けるためのアシスタントVARの導入など、実践上の変更も提案されている。2016年11月3日のロンドンで行われたIFAB年次総会でも、この時点で15以上の組織(オーストラリア、ベルギー、ブラジル、チェコ、フランス、ドイツ、イタリア、メキシコ、オランダ、ポルトガル、カタール、USA、FIFA)によって何らかのテストが行われているVARの試験進度は大きな議題であり、「全てのテスト参加組織は定められたVARプロトコルに則って行うこと」、「映像確認が許される出来事に対しても、『主審の判定の何が明確なミスか？』が常に鍵になる疑問点となること」、「『最小限の介入で最大限の利益を』という最優先の哲学に則り、映像確認を行う回数は稀になるが、それをする時は試合の明確な利益のためであり、さらに試合の流れと感情が映像確認にとって何度も妨げられる事が無いことが重要であること」という主要な点が改めて強調された。
FIFAとIFABは11月15日のイタリアとドイツの練習試合でもセミ・ライブ・テストを実施。ポルトガルの主審 Artur Soares Diasの審判団が担当し、後半にPKが取られなかった2回の接触シーンとゴールがオフサイド判定で取り消された1回のシーンでVARとコンタクトを取り、全て即座にピッチ上の審判団の判定がVARによって支持された。FIFA会長 Infantinoは「もちろんまだ全てが完璧では無いがテスト結果には大満足」と評価した上で、「次のステップは主審自身のモニターチェック(on-field review)」と、セミ・ライブ・テストから本当のライブ・テストへ進む意向を示した。
日本でのクラブ・ワールドカップも含めてVARのテストはこの段階では主にスタジアムの横に付けたバスの中から行われていたが、2016年12月14日のKNVBベーカー PECズヴォレ対FCユトレヒトの試合でロスタイムに主審ビョルン・カイペルスがユトレヒトに決勝点となるPKを与えたことで、判定に怒ったPECファン数人が試合後にVAR ケヴィン・ブロムの乗るバスのドアを叩き、ブロムが警察に対応を要求する事態が発生。KNVBは翌日にオペレーション・ディレクター ハイス・デ・ヨングが声明を出し、「VARが試合をよりフェアにし、審判を助けるためのものであること」、「現在はまだテスト段階であり、フットボール界全体のためにこのテストでなるべく多くを学ばなければいけないということ」、「オランダは先駆的な仕事をしており、そのおかげでマッケリーが今週日本でのクラブワールドカップで重要な役割を担っていること」をファンに対して改めて説明して理解を求め、前日の試合についても「カイペルスのPK判定に対してブロムは『明らかなミス』ではないと判断したため、主審の判定がそのまま確定された。これはIFABのプロトコルにきちんと従って行われていること」と説明し、「PEC - ユトレヒト戦後に何があったかは厳しく調査して今後必要なら対応したい」と述べた。オランダのプロ審判組合(BSBV)会長 ペーター・ファン・ドンゲンはKNVBに対してビデオ審判の安全が第一であるべきと強く主張し、スタジアムから離れた場所やスタジオからの判定作業を要求した。

### クラブ・ワールドカップ 2016
FIFAは2016年12月の日本で行われるクラブ・ワールドカップで大会期間中VARの何らかの形式のテストをすることを正式に発表。VARを含む各国審判団の他、VAR運営のための指導的責任者としてVARの経験が最も豊富なオランダの審判団からデニー・マッケリーを選出した。FIFAは事前に5日間の準備期間を置き、12月7日に翌日からの大会でのテストについて、事前の各国審判団のトレーニング、放送局、設備提供を行うホークアイ社などの準備が整ったと判断し、試合に影響を与える、主審による映像チェック(オン・フィールド・レビュー)も含むライブ・テストの形式で行うと発表した。大会第1試合の鹿島アントラーズ - Auckland Cityの試合ではオランダのデニー・マッケリー、スロヴェニアのDamir Skomina、アメリカのMark GeigerがVARsを担当する初の3人体制をテスト。マッケリーが第1VARとしてリプレイを見て主審とのコミュニケーションを行い、Skominaが第2VARとして試合経過をそのまま映像で追い続け、Geigerが第3VARとして状況を議論するために映像をリプレイする役割を務めたが、この試合ではゴールシーンなどで映像確認(サイレント・チェック)を行っただけで、ピッチ上の審判団のコントロールに問題が無かったことでVARが介入する状況にはならなかった。この大会はその後も全試合で3人のVARs体制でのテストを実施。
12月14日のAtletico Nacional対鹿島アントラーズの試合でこの大会初のVARによる介入が行われた。30分過ぎのスローイングでプレーが止まった際に第1VAR デニー・マッケリーの助言を受けてハンガリー人主審 Viktor KassaiがMLSでのテスト以外では初の主審による映像チェックを実施(マッケリーは「我々から主審に映像を見るように求めた」、「VARs3人と映像を確認した主審も明確なPKという結論に達した」とコメント)。スローインの中断から約1分前のセットプレーの際にDaigo NishiがOrlando Berríoにファールを受けていたのを主審が30秒ほどのオン・フィールド・レビューで確認し、鹿島アントラーズにPKを与えた。VARによる助言まで時間がかかったのは「オフサイドが疑われる難しいケースで、30台のカメラから適切な映像を探す作業が必要だった」とマッケリーは説明している。IFABのテクニカル・ディレクター David Ellerayはこのテスト成功を受け、「2017年から公式なテストが始まればIFABは各リーグ組織から送られた膨大な情報データをKU Leuven universityで分析する。『ビデオ・レビューの使用頻度、主審の判定が支持、または変更される頻度』を調べたい。さらに重要な事として、『VARシステムが選手の振るまい、審判の振るまい、スタジアムのファンの反応、TV視聴者の反応にどのような影響を与えるか』を調査したい。2018年か2019年に最終決定を下す前にはそうした膨大なデータが必要」とライブ・テスト参加国でのテスト開始に向けて今後の調査方針を示した。
12月15日のClub AmericaとReal Madridの試合ではCristiano Ronaldoのゴール後に主審がVARsの映像判定を待ってゴール判定と再開を遅らせるケースが生まれたが、後日 FIFA Chief Officer for Technical Developmentのファン・バステンが「VARが主審に助言する際のボタンを間違って押してしまい、主審が勘違いした」と人的ミスを説明している。この試合後にはLuka Modricが「今週ビデオ審判に付いての説明を受けたけれど、僕は本当のところ耳を傾けていなかった。この制度が続くとは思っていない」と説明を受ける前からすでに懐疑的な姿勢を持っていたことを明らかにしている。大会全体ではほぼ問題なくテストが成功していたが、欧州王者が出場した注目度の高い試合でのミスだったために特にスペイン・メディアが強く反応、Real Madrid以外も含めた様々な選手や監督のコメントが紹介された。また、FIFAは英語の大会公式サイトでVAR制度についてこれまでの経緯と基本的な仕組みを説明していたが、日本語版サイトでは行われなかったことで日本では多くのメディア、TV中継の実況や解説者、観客、ファンがVARのルールを理解できないまま試合を見終えることになり、「(主審が)クラブ・アメリカの要望を受けてVARでの確認を決定した」と報じるメディアがあったり、川崎フロンターレの大久保嘉人も「個人的には、オフサイドの有無でいちいちビデオ判定されるのは嫌だね」とVARの運用ルールを理解していないコメントが報じられてしまった。
決勝前日の12月17日に行われた会見でもVARのテストについてが大きな話題であり、ファン・バステンはテスト初期段階で判定に時に時間がかかることについて「10～15秒程度なら、正しい決断が下された方が我々みんな良い気持ちになれるだろうし、みんなそれで満足するはず。改善は時間の問題であり、最後には全員に喜んで貰えると思う」と今後に明るい見通しを語った。FIFAの審判部門の責任者 Busaccaは「最も難しい部分は映像をいつ用いるべきかの審判の決定。よりコミュニケーションが必要になる」とVARsと主審との連携の重要性を改めて強調した。
12月18日のClub AmericaとAtletico Nacional 3位決定戦ではバーレーン人の主審 Nawaf ShukrallaによりClub AmericaがPKを得たシーンでイエローカードの対象選手が誤認されたが、VARsの助言によって修正された。同日のReal Madridと鹿島アントラーズとの決勝戦ではマッケリーが第1VAR、スロヴェニアのDamir SkominとドイツのBakkary GassamaがアシスタントVARを担当。試合は問題なく進行したが、「後半終了直前にReal MadridのSergio Ramosに2枚目のイエローカードが出されるべきだったのでは」と大きく議論になり、2枚目のイエローカードが適応外のVAR運用ルールが疑問視された他、まだVARのルールを知らない多数のメディア、専門家、ファンによって主審の判定に対してだけでなく、主審がビデオ判定を用いなかったこと、VARが介入しなかったことに対する批判も起きた。

### 各国でのライブテストとルール導入 (2017～2018)
IFABはKNVBとFIFAでのテスト結果を受け、2017年4月にVAR制度を用いるためのガイドラインであるVARハンドブックを最終版に改訂。各テスト組織にプロトコルの遵守を義務付けた。

#### オランダ
KNVBは公式戦でのオン・フィールド・レビュー付きのライブ・テストに向け、1月5日のヤンマール・スタディオンでのアルメレ・シティFC - FCフローニゲンの練習試合で国内初のライブ・テストを実施。主審 デニー・マッケリーが前後半それぞれ1回ずつオン・フィールド・レビューを実施。KNVBのハイス・デ・ヨングはベーカー戦でのオン・フィールド・レビューのテストを前に「判定に最終責任を持つ主審が本当に難しい場合にアシスタントの誰か一人に任せたくないと思えば、プレー状況を自分で見返すことができる。これがこのシステムの大きな利点。主審はVARの判断の正しさを確信できるし、選手や監督も判定を受け入れやすくなる。多少判定が出るまで時間がかかるかもしれないが、正しい判定が下されることの方が重要だ」と説明。予想される使用頻度については「スクリーン無しでも主審がVARsの助けを借りる状況は1試合に約3回。スクリーンで状況を見返すのは1試合に平均1回も無いだろう」とコメントした。そして1月25日のKNVBベーカー FCユトレヒト - SCカンブールの試合において主審 ポル・ファン・ブーケルが初のオン・フィールド・レビューを実施。カンブールのオマール・エル・バートのハンドによるPK判定を、VAR ヨヘム・カンプハイスの助言を受けてのオン・フィールド・レビューにより、ユトレヒトのセバスティエン・ハレルのファールとして取り消した。選手たちの抗議も無く受け入れられ、オン・フィールド・レビューによりPKが取り消される(USLを除く)公式戦では世界初の事例となった。ファン・ブーケルは試合後に「ファンタスティックなシステムのおかげで救われた。良い気分なのは正直に認めなければいけない。自分の名誉は脇に置かなければいけないが、それは最も重要なことではないんだ。大事なのは判定の正確さであり、それを我々は手にしたということ」とコメントしている。
KNVBは3月1～2日のベーカー戦準決勝でのライブ・テストを、世界中のテストで初めてスタジアム脇の車内からではなく、ヒルフェルスムのメディア・パークに設けられたリプレイ・センターから実施。2日のAZ - SC カンブール戦では前半開始前に音声通信がリプレイ・センターと繋がらないトラブルが発生したため、事前の約束通り両チームに通知してVAR抜きで試合を開始。HTに復旧して後半からVARが判定に加わった。この試合では同点で迎えた後半ロスタイムにAZがネットを揺らしたが、直前のGK レオナルド・ニーンハイスとの接触でリーファイ・ガルシアのファールがあったとのVAR デニス・ヒフラーの助言によりゴールが取り消され、リプレイ・センターからの介入の初ケースとなった。KNVBは2017-2018シーズンでのベーカー戦でさらに使用試合数を増やし、2018-2019シーズンのエールディヴィジ全試合で導入するのが目標と発表している。
KNVBは2016-2017シーズンの欧州戦POと入れ替え戦POの各決勝ラウンドでの使用を発表。2017年5月25日のジュピラーPOs決勝 NAC - N.E.C.戦では主審 デニス・ヒフラーがN.E.C.のヴォイチェフ・ゴラに提示したレッドカードがオン・フィールド・レビューによって取り消された。ヒフラーは試合後のメディア対応で「レッドカードを出す前に映像を確認する選択肢」について質問され、「プロトコルにはまずレッドカードを出し、その後でなければ映像を見に行けないと書かれている。奇妙に思えるかもしれないが、笛を吹かなければ映像を見に行けないんだ」と説明した。5月28日のジュピラーPOs決勝N.E.C. - NAC戦では主審 ケヴィン・ブロムが前半だけで2回のオン・フィールド・レビューを行って両チームにPKを与え、後半にも明確なレッドカードのファールを見逃してVAR ヨヘム・カンプハイスの助言によってレッドカードを与え、「ビデオ審判自体はとても良いことだが、これではあまりに介入が多すぎる」と批判を浴びた。
2017年8月5日はオランダとドイツのスーパーカップ、MLSのリーグ戦後半戦のスタートでのVARのテスト使用が重なり、特にオランダのヨハン・クライフ・スハール（フェイエノールト - フィテッセ）ではテスト開始当初から想定されていた「PK見逃しからカウンターでのゴール後にビデオ判定によってゴールが取り消されてPK判定となる」というシーンが生まれた。ただこのケースはゴールがオフサイドだったこともあり、主審 デニー・マッケリーが行ったオン・フィールド・レビューが観客にオフサイドだったかの確認と誤解され(主審はすぐにゴールを取り消していたが、対応するジェスチャーが無かったために周囲に対して明確にすることができなかった)、観客にとっては混乱が起きる状況となった。マッケリーは後に「30秒間で3つのシーンが起きたので観客の混乱は当然。将来的にはスタディオン・スクリーンで『PKシーンについてビデオ審判が検証中』と表示したり、どのシーンを判定しているか主審がジェスチャーで明確にするなど、こうした混乱を無くしたいと我々は望んでいる」と語った。
2018年2月1日のKNVBベーカー ヴィレムII - ローダJC戦ではローダJCの勝ち越しゴールを、ゴールに至る過程でハンドリングの反則があったとのVAR ヨヘム・カンプハイスの助言により主審 デニス・ヒフラーが取り消し。しかしハンドリングの反則の後にヴィレムIIの選手がボールをキープしていたと議論になり、KNVBのマイク・ファン・デル・ルーストは「IFABにとっても非常に興味深いシーンだろう。今回主審はヴィレムIIの選手がボールを持った時間は数秒間と短く、ヴィレムIIが『ボールを持った』とは判断しなかった」とコメントした。
2018年3月19日のプロ・フットボール・ミーティングにおいて2018-2019シーズンのエールディヴィジにVARを導入することを全クラブの賛同で決定。最初の2年間はKNVBが全費用を賄い、3年目からは年間170万ユーロの費用の内、エールディヴィジ18クラブが55,000ユーロずつ負担することが決められた。5月19日にオランダではザイストのKNVBリプレイ・センターから1局集中型でVARが活動すると発表された。

#### オーストラリア
IFABによってライブテスト参加国に選ばれていたオーストラリアのAリーグは2017年4月からの新シーズンで世界で初めてVARシステムをリーグ戦全試合で使用すると2016年末に決定。3月31日にオーストラリア・フットボール協会 FFAは4月7日から始まるAリーグの新シーズンで世界で初めてリーグ戦全試合でライブテストの形式で導入を行うことを正式に決定。オーストラリア・フットボール協会の審判ディレクター Ben Wilsonはリーグ戦開始前に「メインの目的は正しい判定をすることであり、それが最優先。 判定に多少時間が掛かってもOKだ」とコメントした。4月8日のWellington Phoenix - Sydney FC戦で後半にCKの際にWellington Phoenixの選手にペナルティエリア内でのハンドリングの反則があったことがVARの助言で認められ、Sydney FCにPKが与えられてVARの初介入となった。

#### ドイツ
ドイツ・ブンデスリーガは2017-2018シーズンからの全試合テスト使用に向けて1月にケルンのケルン・ブロードキャスティング・センター（CBC）での一極集中管理体制を発表。ブンデスリーガの主審23人に週2回以上のセンターでの訓練を義務づけた。
ドイツのDFL-Supercup (FC Bayern München - Borussia Dortmund)ではゴール直前の微妙なオフサイドが疑われたシーンでの確認の際、付随的に使用されていたオフサイドライン判定テクノロジーが機能せず、VAR Felix Zwayerが映像から「オフサイドでは無い」と判断。ファンの間で議論が起きたため、試合後にDFBの審判部門責任者 Hellmut Krugが「判定は正しかった」とコメントを出した。
ドイツ・ブンデスリーガは8月18日金曜日のFC Bayern - Bayer Leverkusen戦でVARを初使用。Robert Lewandowskiへのペナルティエリア内でのファールがVARの助言によってPK判定され、欧州でのリーグ戦では初の介入となった。翌日土曜日には6試合が組まれていたが、ホークアイ社の技術的トラブルの発生によって3試合でVAR制度を使用できず、他2試合でもオフサイドライン判定テクノロジーが機能しない事態が発生。DFLが試合後に「受け入れがたい状況」と認め、ホークアイ社と共に今後の再発防止に務めるとコメントし、第2節を前にした8月25日に「本来のテストプランでは想定されていなかったオフサイドライン判定テクノロジーを用いずにテストを継続する」と発表した。
ブンデスリーガでのテストを受け、2節を終えた時点で「介入の基準が明確で無く、むしろ判定について多くの混乱を引き起こしている」、「介入が多い、感情のスポーツであるフットボールを破壊している」との批判が選手、監督、各クラブディレクターから多く出された。
9月17日のBorussia Dortmund - 1. FC Köln戦ではVARの助言で認められた2-0のゴールの際にボールがラインを超える前に主審がファールの笛を吹いていたため、「プロトコルではVARの介入が認められないケースであり、明らかルール違反」と試合後に1. FC Kölnが強く抗議。IFABのドイツ人ディレクター Lukas Brudは 「笛が吹かれたタイミングの判断について審判団のミスがあったが、この状況もプロトコルでは明確であり、主審やVARが誤審をしても試合を繰り返す理由は無い」とVARの介入自体は誤りだったことを認めた。1. FC Kölnは19日にクラブサイトで試合結果への抗議はルールに従って断念すると発表。併せて「我々は常にビデオ判定プロジェクトを支持しているが、シーズン前に約束された使用条件が守られないのならこのプロジェクトは失敗と判断する」とコメントした。
5節終了後に審判委員会(Schiedsrichter-Kommission Elite)の会長 Lutz Michael FröhlichはVAR制度への批判に対して「VARは完全に想定通り機能しており、起きている問題のほとんどは理解が十分では無いため。多くのシーンでぱっと見は似ているが、ルール技術面では違う状況」と説明した。DFBの審判部門責任者 Hellmut Krugも「これだけ大規模なイノベーションのテストには何よりも時間が必要。1シーズンかけるテストであって数節で結論が出るわけではない。訴えられているミスの指摘の多くはビデオ・アシスタントも人間であるということを理解していない」とコメント。VARの介入の基準が不明確との批判に対しても「『明確な誤審』の定義は専門家たちでもグレーゾーンであり、審判たちでも違う意見が出る場合がある。結局は『主審の判定が明確な間違いとビデオ・アシスタントが確信しない場合に、介入をすべきではない』というシンプルなルールになる」と説明、「審判のミスを許せずに長年テクノロジーを求める人たちがいたのに、いざ実行されればまるで全てがかなり悪くなったかのように言う偽善者たちがいる」と批判自体がナンセンスだと語った。しかし10月末にARD/WDRが匿名の主審のインタビューとして「ビデオ判定に用いられる映像クオリティの低さと、オペレーターはほとんどが未熟でフットボールの理解力に欠けていることにブンデスリーガの主審の大部分が不満を持っている」というコメントを報道。「Hellmut Krugはプロジェクトのスタート前には全てが機能するといつも強調していたが、実際はその正反対だった」とテクニカル面での準備が大きく不足していたとの指摘がなされた。
Bayer Leverkusenのスポーツ・ディレクター Rudi Völlerは「予備があることで主審の笛が以前とは違っている。主審たちが援助ツールに自分たちを合わせてしまっている」と、VARの存在に主審が影響を受けていることを指摘している。
シーズン当初 日本では「ドイツではビデオ・アシストの名称で別ルールで行っている」との誤解が生まれるほどオン・フィールド・レビューの回数が少なかったが、第5節以降OFRの回数が急激に上昇。11月2日にKickerの報道でDFBが「映像を見て直ちに判定が変更されるなら、それは明確な誤審である」というIFABの定義を口実に「明確な誤審でなくてもビデオ・アシスタントが主審の判定に疑心感を持ったシーンでは直ちに主審に連絡し、オン・フィールド・レビューによって主審が明確な誤審かどうかを判断する権利を得る」とVARの介入基準を第5節以降に密かに変更、10月25日になってDFBが各クラブに対して元トップ主審 Lutz Michael Fröhlichとの審判部門の責任者 Hellmut Krugの連名で通達していたことが明らかになった。これを受けてDFBの会長 Reinhard Grindelは「私はこの通達文書に同意していない。ハッピーな気分では無いよ。ビデオ・アシスタントが最高位の審判になるべきではない。私は『明確な誤審にだけ介入すべき』というルールの支持者」とコメント。翌日になってDFBはVARルールについての正式な新文書を発表し、「主観的な判定の後は主審の見解とビデオ・アシスタントの映像のすりあわせを行うために、両者の間で必ずコンタクトを取らなければならず、過程の解釈に重大な違いがあった場合にのみ主審は明確な誤審を避けるために最終判定前にオン・フィールド・レビューを行う権利を得る」と説明した。Kickerがリークした10月25日の非公式通達文書から『強い疑い』の語句を消し、「主審が最高位の審判であり、最終責任者であることは変わらない」と強調しつつも、「競り合いやハンドなど主観的な判定では主審の判定に対して映像に『重大な反証』があった場合にのみビデオ審判は介入する」とルール解釈を改めて訂正。Grindelは「VARの介入ルールにコース変更は無い。主審の判定に明らかな解釈の間違いがあった時だけビデオ・アシスタントは介入できる」と介入基準が変更される訳では無いと語り、Fröhlichも最初の各クラブの通達内容に「誤解を招く表現があった」と謝罪した。11月6日にDFBとDFLとの話し合いを行い、 Hellmut KrugがVARプロジェクトのリーダーから下り、Lutz Michael Fröhlichが引き継ぐことを発表。KrugがVARの判断に介入していると報道されたことを受け、KrugはVARの監督役も退任、「今後も他の監督者たちが試合中VARとコンタクトを取ることは無い」と説明、VARの介入基準についても「10月25日の通達は誤解を招く者であり、介入基準はIFABが定めたルールが決定的なものでなければならない」と一連の騒動を受けて公式サイトで釈明した。
DFB会長 Grindelは一連の騒動を受けて公式サイトでTV番組 "Sport1 Doppelpass"に出演してVAR制度について改めて説明、DFBの公式サイトでもインタビュー形式でGrindelが今後のプロジェクトへの見解を語った。Grindelは判定の明確さを高めるために、シーズン前の各クラブとの話し合いで否決された「ビデオ判定映像をスタジアム・スクリーンに映す」案について再検討する意向を語っていたが、第12節前の各クラブとの話し合いの場で「各スタジアムでの設備の差により、数秒で適切な映像を流す技術面の困難さ」と「必ずしも明確な映像が提示されないことで、逆に審判団へのファンの疑念を増す恐れ」の理由により実施は見送ることが決められた。
DFBはブンデスリーガのシーズン後半戦を前に、シーズン前半戦でのテストデータを公表。計153試合で1041回のチェックシーンがあり(1試合平均6.8回)、内241回でVARが主審とコンタクト(1試合平均1.6回)。さらに50回の助言(1試合平均0.3回)を受けて主審が48回判定を修正した内、実に約1/4近い11回が間違った修正だったという数字が発表されて大きな批判を浴びた。DFB副会長 Ronny Zimmermannはそれに対して「何かを機能させる時、それが100%機能することをしか期待しないドイツ人的な批判」とコメントしている。
DFLは2018年3月22日の会議でブンデスリーガでの1シーズンのテスト結果を受け、18クラブの投票(17クラブが賛成、1クラブが棄権)によってVARのテスト段階を終了し、公式に継続的に使用していくことを決定した。また、2.ブンデスリーガでの導入も目指して2018-2019シーズンでオフライン・テストを行うことも決められた。
2018年4月16日のブンデスリーガ FSV Mainz - FC Freiburg戦では前半終了の笛の後、すでにピッチを出ていた主審 Guido WinkmannがVAR Bibiana Steinhausからペナルティエリア内での明確なハンドリングがあったとの助言を受け、オン・フィールド・レビューによりPKに判定を修正。大部分ロッカールームに戻っていた選手たちが呼び戻される事態となり、Fröhlichは翌日に「VARは主審がピッチを出る前にコンタクトを取っていた。それはビデオ・アシスト・センターの通信と映像の記録で証明されている」 と説明を行った。それに対しFC Freiburgは18日にクラブサイトで試合結果については抗議しないと発表するも、「ブンデスリーガをVAの実験場にすべきではない」と運用ルールの不十分さを批判した上で「主審がまだピッチ内にいた時に連絡を受けたというDFBの説明はTV映像とは一致しないし、試合後からその説明まで1日のインターバルがあったことについて、DFBの納得いく説明を望む」と声明を出した。
2017-2018シーズンのブンデスリーガではVARにより計88回介入があり、64回は判定が正しく修正され、13回では主審の判定が保持され、11回では誤った判定に変更された。ビデオ判定の頻度はシーズン前半戦の48回から後半戦は28回と大きく回数が減少したが、DFB会長 Grindelは「VARによる介入が多すぎた。シーズンが始まる前の審判トレーニングでもう一度ビデオ判定をどのように用いるかを完全に明確に通達することが重要」 とコメントした。

#### イタリア
当初セリエBでの1年間のテスト実施を予定していたイタリアサッカー連盟は、審判団の強い要望もあって2017-2018シーズンのセリエA全試合でのオンライン・テスト実施を決定。8月19日のユヴェントス対カリアリでVARの助言によりカリアリにPKが与えられ、初の介入ケースとなった。このPKをセーブしたジャンルイジ・ブッフォンは試合後に「VARの導入によりサポーターも含め全員が主審のあらゆる判断を冷静に受け止められるようになる」と歓迎のコメントを残したが、第2節の後には「使用回数が多すぎるしミスも犯している。VAR制度自体は賛成だけとこういうやり方は好きじゃないし良い方法でもない」と『明確な誤審』では無いケースでの介入の多さを批判した。ユヴェントスの監督マッシミリアーノ・アッレグリは10月2日に「主観が入る余地があるシーンでVARを使用し続ければカルチョはスポーツでは無くなる。客観的な部分にのみ用いられるべき」と、『明確な誤審』の客観性を保つのは困難との主張を語った。
セリエAでは8節終了時までに309回(1試合平均約3.9回)とかなり多くのビデオ・レビューが行われ、判定が修正されたのがわずか21回(7%)と、VARが不必要なレビューで判定の粗探しを繰り返す状況にアッレグリが「これではベースボールになる」と嘆いたように多くの批判が起きている一方、ファールやカードの枚数が大きく減少し、判定への抗議も穏やかになっていることを肯定的に受け止める声もある。
イタリアのVARプロジェクト・リーダー Roberto Rosettiは3月のインタビューで「データによるとテクノロジーの導入は選手の振る舞いに多くの改善をもたらしている。グループでの抗議はほぼ消え、警告は20%, 退場は25%減少した」とVAR制度による変化についてコメントした。
FIGCは1年目のシーズンを終えてVARレポートを公表。セリエAとTIM Cupの397試合で2.023回のチェックが行われ(1試合平均5.1回)、117の判定が正しく修正され(平均で3.29試合に1回)、ビデオ判定による誤審は18回(0.89%)だけだったと、まとめ、前シーズンと比較してイエローカードは-12.3%、抗議は-17.5%, シミュレーションは-35.3%、レッドカードは-7.1%と選手の行為にも良い影響を与えているとのデータが示された。

#### ベルギー
VARのリーグ戦導入には設備投資の金銭的面以外にVARを担える主審資格者の増員という人的問題がネックだが、ベルギー・フットボール協会 KBVBは2016-2017シーズンのジュピラー・プロ・リーグで全クラブがホームとアウエーで3試合ずつVARを使用した試合に当てられるという方式で、48試合という部分的な形で導入すると発表した。

#### スペイン
La Ligaの会長 Javier Tebasと審判組織の会長 Rafael Sanchezは2017年11月15日2018-2019シーズンのリーグ戦での導入の意向を発表。それに先だってカップ戦のいくつかの試合でテストを行うことも併せて発表されたが、実現はしなかった。2018年3月2日にRFEFとLaLigaがVAR導入プロジェクトを発足。2018-2019シーズンから国内トップリーグでの使用についてIFABの許可を得るためにオフライン・テストの開始を発表、Javier Tebasは2018年5月29日の会見で2018-2019シーズンからのVAR制度導入が決まったことを発表した。

#### イングランド
当初からテスト参加に積極的姿勢を表明していたイングランドFAは2018年1月8日のFA Cup第3ラウンド Brighton & Hove Albion - Crystal Palace戦で国内のクラブの公式戦としては初めてのテストを行うことを決定。その後イングランド・フットボール・リーグ EFLも１月10日と24日のChelseaとArsenalとのリーグカップ(Carabao Cup)の準決勝2試合と2月25日の決勝でVARを初めてテストすると発表した。1月16日のFA Cup第3ラウンド Leicester City - FleetwoodでKelechi Iheanachoのゴールがオフサイド判定されたシーンがビデオ判定により正当なゴールと認められ、イングランドでのVARの初介入ケースとなった。1月18日のFA Cup Chelsea - Norwich戦ではChelseaがペナルティエリア内で3回のシミュレーション判定を受け、VARがそれを全て支持。試合後にChelseaの監督 Antonio Conteは「特にWillianのシーンは非常に明確な誤審だった。シミュレーションの判定は100%の確信をもってされるべきであり、VARが明確で無くとも誤審の疑いを持つ時点で主審に映像を見させるべき」と改善点を主張した。1月24日の EFL リーグカップ Arsenal - Chelsea戦で「第1試合での観客の混乱を受けてVARの判定映像をスタディオン・スクリーンに映す」とMirrorが報じ、世界初の試みになるはずだったが、実際の試合ではレビューが行われなかった。
イングランド全体で6試合目テストとなった1月27日のFA Cup Liverpool - West Bromwich Albionの前半にWBAの得点がVARの助言によりオフサイドで取り消されて初の介入ケースに。この試合では前半だけで初のOFRも含めて3回のレビューによって主審 Craig Pawsonの判定が修正されたり、その結果 前半が50分目まで続いたことで大きな議論を呼んだ。2月16日のFA Cup Hudderfield Town - Manchester Unitedの試合ではJuan Mataのゴールがホークアイ社のヴァーチャル・オフサイドライン・テクノロジーによってオフサイドと判定され取り消しに。これに対してManchester Unitedの監督 José Mourinhoは数cmのレベルで厳密にオフサイドを取るこの判定方法を「明確で一目瞭然の誤審を修正するという本来のプロトコルに反している」と試合後にコメントした。
2018年4月13日にプレミア・リーグはクラブ投票を実施し、来シーズンのリーグ戦にはVARをテスト導入せず、特にスタジアム内外の観戦者に向けてのコミュニケーション面についてのシステム改善のためにFA Cupとリーグカップでテストを継続していく意向を決定した。

#### フランス
フランスのプロ・フットボール・リーグ機構 LFPは2017年12月14日に2018-2019シーズンのリーグ・アンにVARを導入する意思を可決。

#### UEFA
欧州フットボール連盟 UEFAは2016-2017シーズンのChampions League Real Madrid - Bayern Munich戦での誤審騒動を受け、「VARsについてテスト結果、このシステムが試合の流れをどの程度維持できるかを見守っている」とコメントし、将来的な導入について検討対象であることを認めた。フランス・プロサッカーリーグ連盟（LFP）は2016-2017シーズンのリーグ1とリーグ2の間の入れ替え戦でVARを使用。欧州での公式戦ではオランダ以外の初テストケースとなった。
UEFA会長 Aleksander Ceferinは2018年2月の年次総会で2018-2019シーズンもELとCLでVARを用いないことを発表。「反対では無いがまだ多くの混乱が起きている。これだけ不明確な制度について焦って決めるべきでは無い。ジェネラル・スタンダードになるとは私は思わないし、我々には審判たちを広範囲にトレーニングさせる必要がある」と語った。Ceferinは4月11日のCL: Real Madrid - Juventus戦でのPK判定を受けての騒動の後にGazzetta dello Sportに対し「現実的に考えれば、CLと欧州選手権にVARを導入できるのは2018/20シーズンから。将来的に導入はされる。しかし時期尚早に動くべきでは無い」とコメント。また、ノックアウト・ラウンドからのVAR制度使用について「ルールは最初から最後まで同じモノであるべき」と否定した。

#### アメリカ
アメリカのMLSは2017シーズンの後半戦からのリーグ戦全試合でのライブ・テスト開始を目指してプレシーズンから各テストを進めることを発表。さらにFIFAの元トップ審判 Howard Webbをアメリカの審判組織 Professional Referee Organization (PRO)にビデオ・アシスタント・レフェリー・オペレーション担当マネージャーとして迎えることを発表した。
Major League Soccer(MLS)は予定通り2017シーズンの後半戦が始まる8月5-6日からカップ戦やPOを含む全コンペティションでVARの使用を開始、それに先だって7月21日に担当マネージャー Howard WebbがYouTubeのライブチャンネルでファンとメディアに向けてVAR制度のセミナーを行った。また、MLSでは主審がプレー中に状況を見てレッドカードでは無いと判断したシーンがVARの介入によって(オン・フィールド・レビューを含む)レッドカードに変わった場合、規律委員会で争えるのは少なくとも2試合以上の出場停止の事案のみとのルール改正を行っている。
9月27日のOrlando City - New England Revolution(6-1)戦で開始11分にNew England RevolutionのXavier Kouassiがオン・フィールド・レビューによって直接レッドカードで退場になったが、3日後にリーグのIndependent Panelによってレッドカードが取り消しに。「ビデオ判定によって逆に致命的誤審が起きたケース」として大きな話題となった。
Howard Webbは11月17日にMLSではレビュー回数が1試合平均0.3回に抑えられているというデータを受け、「毎回止まったり、介入が多くなったり、試合の流れが何度も妨げられると心配していた人々がいたが、我々の最大の成功の一つは3試合に1回しかレビューが行われていないこと。これは本物のサクセス・ストーリィ。我々は最も重大な判定での明確な誤審だけに介入を制限できている」とテスト状況に満足していると語った。

#### CONMEBOL
南アメリカ・フットボール連盟 CONMEBOLは主催するクラブレベルの国際大会 Copa LibertadoresとSOUTH AMERICAN CONMEBOLにおいて2017年後半からVARのライブテストを行う許可をIFABから得たと発表した。FIFA以外が主催する国際大会に認可が下りたのは初。9月12日にCopa Libertadores 2017の準決勝と決勝6試合、SOUTH AMERICAN CONMEBOL 2017の決勝2試合でVARを用いることを正式に決定。10月に南米各国から31名の審判を集めて9日間のトレーニング研修会を行った。

#### CAF
アフリカ・フットボール連盟(CAF)は2017年11月末の審判委員会で2018年1月から2月にモロッコで行われるTotal African Nations Championship (CHAN)で準々決勝からVARを使用することを決定したと発表した。2018年2月25日のCAF Super Cup Wydad Casablanca - TP Mazembe戦ではクラブレベルでは初めての使用。

#### FIFA
FIFAは3月28日に行われたStade de Franceでのフランスとスペインの練習試合でドイツ人主審 Felix Zwayerの審判団によるライブ・テストを実施。オン・フィールド・レビューは行われなかったが、後半にフランスのAntoine GriezmannのゴールをVARの助言で直前にオフサイドがあったと取り消し、さらにスペインのGerard Deulofeuがゴールを決めた後に一旦オフサイドと判定されたが、VARの助言によってオフサイドが取り消されて正当なゴールと認められた。フランスの代表監督 Didier Deschampsは「洗練されてフェアなものであれば使わない理由は無いだろう。これはフットボールの革命」と好意的な感想を語った。一方 Griezmannはどちらのシーンでも判定に30秒以上掛かったことに「フットボールにとって多少マイナス」と感情面の問題を指摘している。フランスの元審判 Bruno Derrienはこの試合後に「この制度はゲームから人間性を多少失わせ、スペクタクルを損なう。フットボールは感情のスポーツであり、それには不当な判定も含まれる。ビデオ判定は副審から責任を奪うものだ」と批判的なコメントをした。
FIFAは5月20日から6月11日にかけて韓国で行われる20歳以下ワールドカップでFIFAのユース年代の大会として初めてVARsのライブテストを全試合で行うことを決定。オランダのマッケリーら各国からVAR用の審判を招集し、グループステージではVARとAVAR1人の2人体制、ノックアウトステージではAVAR2人の3人体制により全試合でビデオ判定を実施。5月26日のイングランド - 韓国戦では韓国の選手が相手選手の足を踏み、主審がオン・フィールド・レビューを行ったがレッドカードに修正することなくそのまま続行。「オン・フィールド・レビューで判定が修正されない初めてのケース」となった。
世界中の様々な国がテストに参加、自国リーグでのVARsシステムの使用を求める声を上げる中、FIFA会長 InfantinoはBBCに対して「ここまでのテストではポジティヴな反応ばかり。これはワールドカップでの使用を決める理由になる」と語り、2018年のワールドカップでの使用に改めて自信を見せた。
2017年6月17日からロシアで開催されたコンフェデレーションズカップでもFIFAが全試合3人体制でのテストを実施。大会前の会見でマルコ・ファン・バステンはビデオ判定の内容が選手、観客、TV視聴者に分かりづらい現状を踏まえ、「ビデオ審判の介入で判定が修正される場合はスタジアムのスクリーンに映すことで理解を得られると思う」と将来的なスクリーン使用を提案。18日にメキシコ戦を行ったポルトガルの代表監督 Fernando Santosも試合後に「新ルールでありフットボールの助けになるなら最高。しかし現時点ではまだ誰も理解できておらず、混乱を招いている」と語るなど、実際にビデオ判定されている対象が分かりづらい状況を指摘た。またこの大会ではホークアイ社の技術によって開発されたばかりのヴァーチャル・オフサイドラインのテクノロジーが初めてテスト使用され、18日のカメルーン - チリ戦では前半 チリのゴール判定の際、映像でも判別が難しいオフサイドシーンが、VARプロトコルで定められていない「映像に引かれた線で1cm単位でオフサイド・ポジションかどうか判定できる新システム」によって3cmのオフサイドと取り消された。6月25日のドイツ - カメルーンではVARの助言を受けてオン・フィールド・レビューを行った主審がカメルーンの選手にレッドカードを提示したが、選手を誤認し、再びVARとのコンタクト後にオン・フィールド・レビューをやり直してファールを冒した選手にレッドカードを提示し直した。この大会ではVARの運用方法や審判団の意思疎通で多くの批判が起き、グループステージ12試合を終えてFIFA審判部門のMassimo Busaccaは「明確な誤審が起きていないことで全般的には間違いなく良い結果だが、改善点が多いのも確か」と認めた。この12試合で6つの「試合を変える判定」が修正され、他の29の「重大な出来事」で審判団がテクノロジーの助けを得たと説明されている。この大会ではVARの運用に多くの疑問点があったことで何度も批判が起きた。マルコ・ファン・バステンは「99.9%で助けになるなら1度のミスで全体の議論にすべきでなはない」とこの制度を擁護しつつ、「審判団はみな大会の直前に初めてVAR制度のトレーニングをしただけ。コミュニケーションを円滑に取るのは簡単では無い」と、それぞれ別の国籍の3人のVARsがまた別の国籍の審判団と連携を取らなければならないFIFAのテスト形式では世界大会での運用面に大きな困難があることを認めている。
FIFAは2017年12月のUAEでのクラブ・ワールドカップにもアメリカのMark Geigerを始め各地域から8人のVAR担当審判を招集し、全試合でVAR2人+AVAR1人の3人体制でテストを実施。

#### IFAB
IFABは2017年6月1日から3日間の日程でチューリヒで第4回のワークショップ開催。2017夏からの各コンペティションでのテスト開始を前にこれまでの各組織のテストデータから情報を共有、プロトコルとアプリケーションの改良についての議論が行われた。IFABのテクニカル・ディレクター David Ellerayはこの直後に行われたフランス - イングランドの練習試合でフランスのRaphael VaraneがVARの助言によって退場処分になったケースを受け、「VARsの最大の問題は介入が多すぎること。あまりに多くの出来事にレビューやチェックを行い、あまりに多くの状況で主審にレビューを勧めている。明確な誤審にだけ集中することが行われていない」とテストの現状が想定されていたものではないと認めた。
IFAB事務局長 Lukas Brudは11月初めに「ここまでの結果を考えれば、我々IFABとしては3月にビデオ・アシスタントを競技規則に導入し、定義する結果になるだろう」とテスト結果への手応えをコメント。ブンデスリーガで介入基準を巡る問題が起き、チャレンジ制度を求める声が多く出ていることについては「我々がしたいのは審判を守ることであり、疑問を挟むことではない。それは適切なアプローチではない。チャレンジ制度がフットボールに用いられることは無いだろう」と語った。12月にもBrudはドイツ・メディアに対し、ドイツで望まれているスタジアム・スクリーンに判定映像を映すことを許可するために、VARルールで「小さなコース変更」をする意向を示した。
IFABは1月22日にZurichで行われた年次事務会議(ABM)で世界20以上のコンペティションが参加して公式戦800試合以上以上で行われたテスト結果を審査、公表した。チェックシーンは3,947回(1試合平均では5回以下)、平均チェック時間は20秒。VARのレビューによる最終判定にかかる時間は平均39秒、オン・フィールド・レビューによる判定にかかる時間は70秒で、平均レビュー時間は60秒。68.8%の試合でレビューが無く、「明確な誤審」は3試合に1回。このテクノロジーによって「試合を変える重大なシーン」での判定の正確さは93%から98.9%へ引き上げられており、明確な誤審が修正されなかったのは20試合に1回(5%)と良い結果を得られているとし、3月の総会で導入承認を提案することで合意した。また、事実に基づく判定は主にVARの助言だけで修正され、主観的な部分は判定でオン・フィールド・レビューが用いられるが、テストに参加した各コンペティションの見解では「主審が見ていたかよりも、重大な判定は主審が見るべきという理由」でOFRが好まれており、さらにOFRでは主審は全ての情報を選手に説明する必要があるため、判定の修正に便利という認識が持たれていることが説明された。さらにチャレンジ制度を用いないことについては「全てのレビューすべき可能性のある出来事はVARによって自動的に『チェック』されるのでコーチや選手がチャレンジを要求する必要は無く、どのように行うかの実践的な困難さと、より重要な理由としてVAR制度導入の導入は公平さを増すことであり、チャレンジ制度は明確な誤審を修正できないマイナスに繋がる」と説明している。またヴァーチャル・オフサイド・ラインのテストについては「オフサイド・ポジションのチェックは最も難しい作業の一つ。いくつかのテストでは複数のVARシステムのプロバイダーが複数のアングルから非常に正確なヴァーチャルラインを画面上に引けることが示されている」と、テスト継続を発表した。
IFABは2018年3月3日のIFAB年次総会において、1000試合以上のテスト結果とKU Leuven大学による分析結果を受け、VAR制度のルール導入と、プロトコル、原則、必要要件、制度実施の際のアドバイス、使用許可を得るための厳しい承認プロセスを記したVARハンドブックの草案を満場一致で可決した。3月27日・28日にはロンドンでルール導入後初のワークショップが行われ、世界各地から65の組織が参加。27日のWembley stadiumでの練習試合 イングランド - ドイツ戦も材料に、主にMLSとDFBでの経験がフィードバックされた。

### ルール導入後 (2018～)

#### オランダ
KNVBは2018-2019シーズンを前に、ビデオ審判についての均等な雇用機会を要求したBSBV(審判組合)と交渉決裂。しかしその後の再交渉で両者が譲歩し、「経験豊富なビデオ審判をより起用すること」、「任命方法について諸条件で合意すること」を条件に合意に達した。シーズンスタート前の7月30日に"ARAG KNVB リプレイ・センター"が初公開された。同時に5試合(さらにバックアップ1試合分)をビデオ判定でき、放送局内の施設ではなく協会が敷地内に独自のリプレイ・センターを持つのはKNVBが世界初。オランダでの運用はVAR1人とAVAR1人の2人体制。
エールディヴィジでは国内で放映権を持つFOXの放送番組内で、毎週日曜の最終試合後にリプレイ・センターからVARsの現場責任者であるレイノルド・ヴィーデマイヤーが出演して判定についての質問に直接答えており、VARの介入基準について"discutabel is acceptabel"(議論の余地がある判定はVARによって許容される)と度々説明している。また、KNVBはVARが加わった判定の情報公開として、第10節以降毎節少なくとも1つの判定シーンでの主審とVARとの音声のやり取りをYuouTube上で公開している。
2018年8月18日のフォルトゥナ - PSV戦ではリプレイ・センターとの音声回線が繋がらず、前半はVARが試合に加われなかった。HTに第4審判が携帯電話によってVARとの代理の回線を繋げ、後半は主審が第4審判を通してVARと連絡を取る手法で試合を行い、KNVBは今後も音声が繋がらない場合はこの手法で試合が行われると説明した。同日のヘラクレス - ADO(4-2)では放送用のカメラが6台しか無かったことで、VAR バス・ナイハイスがヘラクレスの4-2とする得点がオフサイドだったのを画面から確信できずに介入を見送るケースがあり、ビデオ審判制度の創設者の一人でもある元主審 レイモンド・ファン・メーネンは「KNVBは全ての試合を同じ条件で行わせる様努力すべき」とコメントした。
2018年9月30日のFC フローニンゲン - FCユトレヒト戦ではシモン・グスタフソンのファールに主審バス・ナイハイスがレッドカードを提示し、VAR イェルーン・マンスホットが明確な誤審と確信できずに「疑わしい」との助言だけに留まったことでOFRが行われずに判定が保持されたが、翌日KNVBの検察機関によってレッドカードが取り消された。また、9月30日のフェイエノールト - フィテッセ戦で直接レッドカードを受けたロビン・ファン・ペルシは出場停止処分を受け入れずに規律委員会で争い、無罪放免を勝ち獲った。
10月5日のFCユトレヒト - NACブレダ戦では主審ビョルン・カイペルスがNACのメノ・コホのファールを取って与えたPKにVAR ロブ・ディーペリンクが介入してOFRが行われたが、カイペルスが判定を修正すること無く保持。あまりに厳しいPK判定とその後大きな批判を呼び、カイペルスは「私は正しい映像を見て判定した。君らは間違った映像を見ている」と自身の判定を支持していたが、その後「PKを与えるべきでは無かった。グループ内で再評価し、あれはファールでは無かったという結論に達した」と自身の判定ミスを認めた。
12月9日のVVV - FCフローニンゲンではイェロルド・プロメスに出されたレッドカードがOFRによってイエローカードに修正され、KNVBのVAR責任者 レイノルド・ヴィーデマイヤーと審判責任者 ディック・ファン・エグモントが「明らかなレッドカードであり、VARがノーマルスピードでの確認を怠り、主審もVARが提示した特定の角度からの映像を見てスクリーンの前で迷いが出てしまった」と説明した。
KNVBはシーズン前半戦を終えての統計データを発表し、153試合で介入51回。内訳はPK19回、レッドカード17回、得点12回、選手誤認3回で、その内誤審だったのはPK3回、レッドカード2回。プロジェクトリーダー マイク・ファン・デル・ルーストは「まだパーフェクトでは無いが、シーズン前半戦でVAR制度は価値を示したと我々は考えている。重要なのは審判団内のコミュニケーションであり、人々がVARシーンについてより良い情報を得られるベストな方法を探していくこと」とコメントした。また、審判組織の責任者 ディック・ファン・エグモントは「ほとんどの選手、監督がビデオ審判に満足しているのは素晴らしいこと。しかしそれも批判があるという事実は消せないし、正当な批判もある。『もっと良くできた』と我々が言うシーンは平均して週に1回程度であり、多くの判定ミスが消えたのは事実だが、それでも議論は続く。我々は多くのミスを減らせるが、ミスを完全に取り除くことはできない」と語った。

#### ドイツ
DFBはブンデスリーガのテスト初年度で技術的な問題で導入できなかったヴァーチャル・オフライドライン・テクノロジーを2018-2019シーズンの第1節から使用することを発表。また、ワールドカップでも用いられたスタジアムのスクリーンを用いたビデオ判定の情報開示システムを採用することも決定した。
2018年12月9日のブンデスリーガ第14節 Mainz 05 - Hannover 96で86分にMainz 05に副審の助言によって与えられたPKが誤審だったと後日DFBのVARプロジェクトリーダー Jochen Dreesが認め、「副審が見ていたとしても主審が見ていなかったならVARが疑問を持った場合にOFRが行われるべきであり、主審が改めて自分の基準で判定すべき」と主審が見逃した状況で判定が行われた場合にはOFRでのハードルが低いことを認める説明を行った。

#### イタリア
セリエAは2018-2019シーズンからヴァーチャル・オフサイドライン・テクノロジーを導入することを決定。さらに、スタジアムの観客への情報公開として、主審の判定後にレビュー映像を1度だけノーマルスピードでスタジアム・スクリーンで流すことを認めた。

#### ベルギー
KBVBは2018-2019シーズンからジュピラー・プロ・リーグの全試合でVAR制度を用いることを決定。運用は3人体制。

#### イングランド
プレミア・リーグは2018年11月15日の会議で2019-2020シーズンからリーグ戦にVAR制度を導入する方針で基本合意に達したと発表。

#### ブラジル
ブラジル・フットボール協会 CBFは2019シーズンでのリーグ戦導入に向けて8月から2018シーズンのカップ戦14試合でVAR制度をテスト開始。審判のシャツ・スポンサーを務めている家電企業 SEMP TCLがVAR制度の全費用700万レアルを負担した。運用はVAR1人とAVAR2人の3人体制。

#### CONMEBOL
CONMEBOLは2019年6～7月にブラジルで行われるCopa AmericaでVAR制度を導入する意向を発表。

#### AFC
AFCは2019年1月にUAE行われるアジア・カップの開始100日前にいくつかのステージでVAR制度を導入する計画で準備を進めると発表。11月15日に準々決勝からの使用が審判委員会で承認されたことを発表した。大会ではUEFAからイタリアのPaolo Valeritとオランダのデニー・マッケリーがVAR専用の審判員として招かれ、ベスト8からの7試合の内5試合をこの2人が担当(マッケリーは準々決勝の1試合担当だけで帰国し、準決勝からの全3試合をValeritが担当した)。

#### CAF
2019年5月31日に行われたCAF Champions League 2018/2019の決勝2試合目 Espérance de Tunis - Wydad Casablancaでは59分にWydad CasablancaのIsmail El Haddadが得点を決めたが、主審 Bakary Gassamaがファールがあったと得点を取り消し。この試合ではVARテクノロジーの故障によってVARが試合に加われなかったため、この得点もそのまま取り消され、WydadがVARが加わらない限り試合続行を拒否。主審が試合の終結を決定。そのまま2試合合計でEspérance de Tunisの優勝が決まったはずだったが、CAFの会長が試合を再開させるように審判団と30分間話し合いを行い、主審がその後試合を再開させるために両チームにピッチに戻るように伝えたが、Espérance de Tunisがこれを拒否。結局1時間25分後に主審がEspérance de Tunisの勝利（と優勝）を決定した。
しかしCAFは6月5日に2試合目を中立地でやり直すと決定。この採決はCASに持ち込まれ、最終的に7月31日にCASがやり直しは認められず試合結果が有効とし、Espérance Sportive de Tunis (Tunisia)の優勝が決まった。

#### UEFA
UEFAは2018年9月の実行委員会ミーティングで2019/2020シーズンから主催コンペティションに順次VAR制度を用いる意向を決定。2019/2020シーズンからスーパーカップとCL（予選POラウンドから）で導入し、2020年の欧州選手権、2020/2021シーズンからEL（グループステージから）に導入、さらに2021年のNations League Finalsでも導入すると発表した。
2018年の10月の代表戦期間からオランダのリプレイ・センターがあるザイストに各国のUEFA審判員24名が集まってトレーニングを開始、12月3日にUEFA執行委員会はこの数ヶ月のテストとトレーニングの結果を受けて、前倒しで2018-2019シーズンのCLノックアウトステージの全試合、EL決勝、NL決勝ラウンド、21歳以下欧州選手権でVARを導入することを決定した。UEFA審判委員会のトップ Roberto Rosettiは2019年のCLノックアウト･ステージの開始を前にメディアのインタビューに応え、オペレーション･ルームは各スタジアムに置き、VARとAVAR、オペレーター、アシスタント･オペレーター各1名で作業し、スタジアムのスクリーンにはまだビデオ判定映像は映さずに文字情報のみ表示すると説明した。
2月13日のアヤックス－Real Madridの試合で前半アヤックスのゴールがオフサイドによって取り消され、ビデオ判定によるUEFA初の修正となった。アヤックスの選手がオフサイド･ポジションで相手GKのプレーを妨害する、一見分かりにくい状況だったこともあり、UEFAはオペレーションルールから担当スタッフの連絡を受けて試合中にtwitterの公式アカウントで判定の説明を行い、数日後にはUEFAの公式サイトでもビデオ判定に関わるそれぞれの状況について詳細な説明を行った。2月20日のSchalke 02 - Manchester City戦ではスペイン人主審 Carlos del Cerro Grandeが同国のVAR Alejandro José Hernández Hernándezの助言でOFRを行わずに議論の余地のあるハンドリングでのPKに修正し、試合後にUEFAが複数メディアにレビュー･エリアのモニターに技術的トラブルがあってOFRを行えなかったと認めた、翌日夜に「プロコトルで認められているとおり、VARが口頭で状況を説明し、それを元に主審が最終判定を行った」と公式サイトで説明、Rosettiは「主審が自分の目で出来事をレビューできなくとも、審判団の素晴らしい協力で正しい判定が行われたことを喜んでいる」と語った。

#### FIFA
FIFAは2019年6月に開始するフランスでの女子ワールドカップに向けて、2019年3月の審判団トレーニングでVAR制度のトレーニングを実施。それに先立ってカタールで開催された男子の17歳以下のクラブチームによるAl Kass International Cupで女性のピッチ上の審判団による初のVAR制度実施をテスト、ウルグアイ人主審 Claudia Umpierrezが2月4日のAspireとRaja Club Athleticの試合でゴールをオフサイドによって取り消し、初のビデオ判定による判定修正を行った。4月9日にオランダのアルクマールで行われたオランダ－チリの練習試合で女子フットボールの代表戦では初めてVARが試合に加わり、ザイストのリプレイ･センターからフランスのFrancois LetexierとNicolas RainvilleがVARsを務めた。
2019年3月に、オランダでVARのプロジェクトリーダーを当初から務めていたマイク･ファン･デル･ルーストがFIFAに移り、VARに関わる全ての責任者であるVAR Project Managerに就任することがKNVBから発表された。
5月2日に女子ワールドカップに参加するVARが発表され、11カ国から経験豊富な審判員15人が選出。全員が男性審判員でその内10人が2018年の男子ワールドカップでVARを務めていた。この大会では2019-2020シーズンの競技規則により、ペナルティキックの際にボールが蹴られるよりも早く両足がゴールラインから離れたゴールキーパーに警告が与えられることになり、VARのチェックによってそれが非常に厳密に判定されるようになったことでグループステージでペナルティキックのやり直しが続出。6月21日にノックアウト･ステージ開始を前にFIFAの要望を受け、IFABがこの大会では一時的にペナルティーマークからのキック(いわゆるPK戦)の際にはゴールキーパーのこの違反に対して警告を与えないようにすると発表した。

#### IFAB
2019-2020シーズン前の競技規則改定でPKが行われるまでGKはゴールライン上に片足を残しておかなければならないとルールが変更され夏のFIFAの大会ではVARの介入で厳格にGKの早い飛び出しが罰せられた。しかしUEFAやイングランドFAがシーズン前に「甚だしく、明確でなければVARは介入せずピッチ上の審判団の判断を尊重する」と発表したことで、IFABは8月21日に各協会、連盟に改めて文書を送り、ルールを厳格に守るように要請した。